# Paradijs (architectuur)
Een paradijs of parvis is een hof of narthex (voorhal in een Byzantijnse kerk - vanwege de afbeeldingen van Adam en Eva en andere Bijbelse figuren aldaar) aan voor- en/of zijkant van een kerkgebouw, dat vaak omringd werd door kloostergebouwen. Onder andere in Vlaanderen en Duitsland verwerd een dergelijke hof soms tot een begraafplaats. In de kerken van dergelijke begraafplaatsen bevindt zich soms een paradijsdeur, een soms rijk versierd portaal (ook paradijsportaal of paradijsportiek) aan de zijkant van de kerk van de waardoor de lijken van overledenen naar buiten werden gedragen. Het woord werd soms ook voor een kloostertuin gebruikt en omvatte dan ook vaak de gebouwen rond het eigenlijke klooster.
Het woord werd vroeger ook gebruikt voor de bovenste galerij van een schouwburg.